# Strafgesetzbuch (Belgien)
Das belgische Strafgesetzbuch von 1867 ersetzte im Königreich Belgien den französischen Code pénal von 1810. Es gilt mit zahlreichen Änderungenbis zum Inkrafttreten der Neufassung am 8. April 2026 (z. B. wurde die Todesstrafe 1996 abgeschafft; die letzte Hinrichtung in Belgien wegen eines im Frieden begangenen Verbrechens war aber schon 1863, die letzte Hinrichtung wegen eines im Zweiten Weltkrieg begangenen Verbrechens 1950; die letzte Hinrichtung unter belgischer Herrschaft überhaupt 1962 in Ruanda-Urundi).
Da es in Belgien eine deutschsprachige Gemeinschaft gibt, existiert neben den Fassungen in französischer Sprache und niederländischer Sprache auch eine Fassung in deutscher Sprache.
Im Verhältnis zu den anderen deutschsprachigen Strafgesetzbüchern ist hervorzuheben, dass das belgische das einzige ist, dass heute noch (also noch bis zum Inkrafttreten der Neufassung am 8. April 2026) zwischen den Strafarten Zuchthausstrafe, Gefängnisstrafe und Haftstrafe unterscheidet (die Verurteilung zu Zuchthausstrafe oder langer Haftstrafe führt gemäß Artikel 19 zum Verlust der Titel und Ämter, nicht aber die Verurteilung zu Gefängnisstrafe; beachte aber im neuen Strafgesetzbuch Artikel 47 „Aberkennung bestimmter ziviler und politischer Rechte“). Außerdem sind die Mindest- und Höchststrafen bei vielen Tatbeständen wesentlich länger als in den anderen deutschsprachigen Strafgesetzbüchern; dabei muss allerdings berücksichtigt werden, dass bei Vorliegen mildernder Umstände die Artikel 79–85 gelten, die deutlich niedrigere Strafen vorsehen (ab 8. April 2026 siehe Artikel 36).